# Aloe ellenbeckii
Aloe ellenbeckii är en grästrädsväxtart som beskrevs av Alwin Berger. Aloe ellenbeckii ingår i släktet Aloe och familjen grästrädsväxter. Inga underarter finns listade i Catalogue of Life.